# Adolf Döhring
Theodor Adolf Döhring (* 3. März 1843 in Mohrungen; † 10. Mai 1920 in Berlin) war ein deutscher Richter, Abgeordneter und Synodaler in Preußen.

## Leben
Döhring studierte an der Albertus-Universität Königsberg Rechtswissenschaft. Am 2. November 1862 renoncierte er beim Corps Baltia Königsberg. Nachdem er 1866 am Deutschen Krieg teilgenommen hatte, bestand er 1867 die Auskultator- und 1869 die Referendarprüfung. Im Deutsch-Französischen Krieg kämpfte er beim 3. Posenschen Infanterie-Regiment Nr. 58 und zeichnete sich als Sekondeleutnant der Reserve in der Schlacht am Mont Valérien durch Tapferkeit aus. Nachdem Döhring im Oktober 1870 bereits das Eiserne Kreuz II. Klasse erhalten hatte, wurde er auf Vorschlag seines Divisionskommandeurs Karl Gustav von Sandrart mit dem Kreuz I. Klasse ausgezeichnet.
In Unkenntnis von Döhrings Corpszugehörigkeit berichtet Walter Bloem in Schmiede der Zukunft von den Geschehnissen. Nachdem er 1872 die Assessorprüfung bestanden hatte, kam Döhring 1873 an die Hofkammer. Seit Dezember 1876 Regierungsassessor, wurde er als Landratsamtsverweser zum Kreis Mogilno in der Provinz Posen versetzt. Seit Ostern 1877 in gleicher Funktion beim Kreis Marienburg (Westpreußen), wurde er dort im Herbst 1877 Landrat. Als Oberregierungsrat kam er zur Ministerial-Baukommission in Berlin. Für den Wahlkreis Danzig 1 (Elbing-Marienburg) saß er ab 1885 im Preußischen Abgeordnetenhaus. 1890 wurde er Vorsitzender des Verwaltungsgerichts Danzig mit dem Titel Verwaltungsgerichtsdirektor. Er gab sein Mandat auf und wurde Mitglied der Provinzial- und Generalsynode. 1909 wurde er pensioniert. Als Major der Landwehr a. D. diente er in Berlin mit 73 Jahren noch im vaterländischen Hilfsdienst.

## Ehrungen
- Erinnerungskreuz für 1866
- Kriegsdenkmünze für die Feldzüge 1870–71
- Roter Adlerorden III. Klasse mit Schleife
- Königlicher Kronen-Orden II. Klasse
- Verdienstkreuz für Kriegshilfe